# فرودگاه ویلا رینالدز
فرودگاه ویلا رینالدز (به انگلیسی: Villa Reynolds Airport) (به زبان بومی: Aeropuerto de Villa Reynolds) یک فرودگاه نظامی و همگانی با کد یاتا VME است که یک باند فرود آسفالت دارد و طول باند آن ۲۳۶۰ متر است. این فرودگاه در کشور آرژانتین قرار دارد و در ارتفاع ۴۸۵ متری از سطح دریا واقع شده است.